# Zandhonger
Zandhonger is het verdwijnen van zandplaten, schorren en slikken langs de kust door een veranderde waterhuishouding. Stormvloedkeringen, zoals de Oosterscheldekering, verstoren het natuurlijke proces waarbij zand vanuit de zee door de getijdenstromingen toegevoegd wordt aan de kust. De stormvloedkeringen verhinderen dit, terwijl door golfslag zand wel wegspoelt naar dieper gelegen gedeelten van vaargeulen. Het verdwijnen van de zandplaten beperkt de voedselvoorziening van vogels. Het heeft ook tot gevolg dat duinen en dijken steeds minder bescherming kunnen bieden.
Naast het blokkeren van het zandtransport vanuit zee naar de kust wordt zandhonger ook veroorzaakt door een kleiner getijverschil achter de stormvloedkering. Het kleinere verschil tussen hoog- en laagwater leidt op zijn beurt tot minder waterverplaatsing waarvoor rond de stormvloedkering minder diepe geulen nodig zijn. Zand dat dus eventueel onderweg is vanuit zee naar de kust bezinkt in de niet meer functionele diepe punten van de geulen.
Sinds het in gebruik nemen van de Oosterscheldekering in 1987 vindt dit proces al plaats. Anno 2008 schat men in dat het verdwijnen van de zandplaten zo versneld verloopt, dat de geplande versterking van dijken in 2050  waarschijnlijk zo'n 20 jaar eerder moet plaatsvinden tegen een geschatte waarde van 260 miljoen euro.
Sinds 2008 kijkt Rijkswaterstaat of het verdwijnen van de zandplaten vertraagd kan worden door middel van zandsuppletie: zand wordt uit de vaargeulen naar de zandplaten gebracht. Dit experiment vindt plaats op de Galgeplaat.
De term "zandhonger" komt van prof. van Bendegom, die de term voor het eerst gebruikte in een publicatie in het  tijdschrift van het Koninklijk Nederlands Aardrijkskundig Genootschap.

## Externe bron
- Korte definiëring van het begrip zandhonger
- Verlopend tij: Oosterschelde, een veranderend natuurmoment, TUDelft Research, een rapportage over de Oosterschelde, gemaakt in opdracht van Rijkswaterstaat, met een hoofdstuk over zandhonger.